# Ilex trachyphylla
Ilex trachyphylla är en järneksväxtart som beskrevs av Ludwig Eduard Loesener. Ilex trachyphylla ingår i släktet järnekar, och familjen järneksväxter. Inga underarter finns listade i Catalogue of Life.